# Backdvärgmal
Backdvärgmal (Stigmella sakhalinella) är en fjärilsart som beskrevs av Rimantas Puplesis 1984. Backdvärgmal ingår i släktet Stigmella, och familjen dvärgmalar. Enligt den svenska rödlistan är arten otillräckligt studerad i Sverige. Arten förekommer på Öland och Svealand. Artens livsmiljö är skogslandskap.